# Nabiseius
Nabiseius es un género de ácaros perteneciente a la familia Otopheidomenidae.

## Especies
Nabiseius Chant & Lindquist, 1965
- Nabiseius duplicisetus Chant & Lindquist, 1965
- Nabiseius melinae Halliday, 1994
- Nabiseius rivnayae Amitai & Swirski, 1980